# La televisión y el interés público
"La televisión y el interés público" es el nombre con el que se conoce a un discurso pronunciado por Newton N. Minow, presidente de la Comisión Federal de Comunicaciones de Estados Unidos (FCC), el 9 de mayo de 1961 ante la convención de la Asociación Nacional de Radiodifusores. En el discurso, Minow se refirió a la programación de televisión comercial estadounidense como un "vasto terreno baldío" y abogó por la programación de interés público. En retrospectiva, el discurso marcó el final de una era dorada de la televisión que se había extendido en la década de 1950, contrastando los programas más importantes de esa década con lo que apareció en la televisión estadounidense general entre 1959 y 1961 a inicios de la era network.

Cuando la televisión es buena, nada, ni el teatro, ni las revistas ni los periódicos, nada es mejor. Pero cuando la televisión es mala, nada es peor. 

Invito a cada uno de ustedes a que se siente frente a su propio televisor cuando su estación salga al aire y permanezca allí, por un día, sin un libro, sin una revista, sin un periódico, sin una hoja de pérdidas y ganancias o un libro de calificación para distraerlo. Mantenga sus ojos pegados a ese conjunto hasta que la estación cierre la programación. Les puedo asegurar que lo que observarán es un vasto terreno baldío.

Verás una procesión de programas de juegos, comedias de fórmulas sobre familias totalmente increíbles, sangre y truenos, caos, violencia, sadismo, asesinato, hombres occidentales malos, hombres buenos occidentales, detectives privados, gángsters, más violencia y dibujos animados. Y sin fin, comerciales: muchos gritos, burlas y ofensas. Y, sobre todo, aburrimiento. Es cierto que verás algunas cosas que disfrutarás. Pero serán muy, muy pocas. Y si crees que exagero, solo te pido que lo pruebes.

En su discurso, Minow también compartió consejos para su audiencia:

La televisión y todos los que participan en ella son responsables ante el público estadounidense de respetar las necesidades especiales de los niños, la responsabilidad de la comunidad, el avance de la educación y la cultura, la aceptabilidad de los materiales del programa elegidos, la decencia y el decoro en la producción. y por propiedad en publicidad. Esta responsabilidad no puede ser cumplida por ningún grupo de programas dado, sino solo a través de los más altos estándares de respeto por el hogar estadounidense, aplicados a cada momento de cada programa presentado por televisión. Los materiales del programa deberían ampliar los horizontes del espectador, proporcionarle entretenimiento saludable, proporcionarle estímulos útiles y recordarle las responsabilidades que el ciudadano tiene hacia su sociedad.

Fue un discurso histórico para el medio de la televisión, en un momento en que solo había 3 cadenas en los Estados Unidos y cuando el ámbito de la televisión era mucho menos vasto de lo que se convertiría más tarde.
La frase "vasto terreno baldío" (vast wasteland en inglés) fue sugerida a Minow por su amigo, el periodista y escritor independiente John Bartlow Martin. Martin había visto recientemente veinte horas consecutivas de televisión como investigación para un artículo para una revista, y concluyó que era "un vasto terreno baldío de basura". Durante el proceso de edición, Minow suprimió las palabras "de basura".
Minow a menudo comenta que las dos palabras mejor recordadas del discurso son "vasto terreno baldío", pero las dos palabras que desea recordar son "interés público".
La crítica del estado de la programación televisiva en los Estados Unidos llevó a Sherwood Schwartz a nombrar el barco en su programa de televisión La isla de Gilligan en honor a Newton Minow. El barco naufragado se llamaba SS Minnow.